# Liste der Bodendenkmale in Börßum
In der Liste der Bodendenkmale in Börßum sind die Bodendenkmale der niedersächsischen Gemeinde Börßum aufgeführt. Die Quelle ist der Denkmalatlas Niedersachsen.
- Diese Liste erhebt keinen Anspruch auf Vollständigkeit.
- Die Angaben ersetzen nicht die rechtsverbindliche Auskunft der zuständigen Denkmalschutzbehörde.
- Es sind nur Daten aus dem Denkmalatlas verarbeitet.
- Der Stand der Liste ist der 8. Juni 2025.

Börßum im Landkreis Wolfenbüttel

## Allgemein
In den Spalten finden sich folgende Informationen des Bodendenkmals:
| Lage         | geographische Koordinaten                                                           |
| Bezeichnung  | Bezeichnung lt. Denkmalatlas                                                        |
| Beschreibung | Beschreibung lt. Denkmalatlas                                                       |
| ID           | Objekt-ID                                                                           |
| Bild         | Bild, ggf. zusätzlich mit Link zu weiteren Fotos im Medienarchiv Wikimedia Commons. |

## Bornum
| Lage                        | Bezeichnung          | Beschreibung | ID       | Bild |
| --------------------------- | -------------------- | --- | -------- | ---- |
| 52° 5′ 22″ N, 10° 35′ 47″ O | Bornum 1, Grabhügel  | Durchmesser ca. 21,5 m und Höhe ca. 1,5 m. Rund, hoch gewölbt, Dm. der abgeflachten Kuppe 7 m. Kuppe eingedellt und nach SW leicht geneigt. Am SO-Rand steht der Schaft eines Steinkreuzes, daneben eine Bank. Hügelfuß im S und W abgegraben, nach N und O flacher auslaufend. | 28949461 | BW   |
| 52° 5′ 22″ N, 10° 35′ 47″ O | Bornum 2, Kreuzstein | Steinkreuz aus Kalkstein, H. 96 cm, Br. 44 cm, T. 20 cm. Nur als Fragment erhalten, Arme und Kopfteil fehlen. Der vorhandene Schaft läuft konisch. | 28949462 | BW   |